# Шота Арвеладзе
Шота Арвеладзе (на грузински: შოთა არველაძე) роден 22 февруари 1973 в Тбилиси е бивш грузински футболист, нападател. Старши треньор.

## Кариера
Преди да бъде закупен от Рейнджърс е играл за Динамо Тбилиси, Трабзонспор и Аякс Амстердам. Аякс го продават за 2 милиона лири през 2001 г. на Глазгоу Рейнджърс. От 2005 до 2007 играе за АЗ Алкмаар, а в края на кариерата си за испанския Леванте.
Арвеладзе е най-ценния футболист на националния отбор на Грузия и е водач по отбелязани голове за своята страна. Неговият брат близнак Арчил също взима участие в мачовете на националния отбор.